# Implikatúrák
Az implikatúrák elmélete szerint a megnyilatkozások teljes jelentése egy mondott jelentésből, és egy implikált jelentésből állnak.

## H. Paul Grice
Az implikatúrák meghatározásához az egyik legfontosabb alaptétel H. Paul Grice: A társalgás logikája című műve. Grice (1913-1988), brit születésű, amerikai nyelvész-filozófus, akit a modern pragmatika megalapítójaként is szokás emlegetni. A társalgás logikája című művében az Interakció-elmélethez kapcsolódóan mélyebben foglalkozik az implikatúrákkal. Grice modellje nagyon nagy hatást gyakorolt az emberi kommunikáció kortárs kutatására, de elsősorban a filozófiában, a nyelvészetben és más, nem empirikus módszertant alkalmazó területeken. A pszichológiában a részben grice-i alapelveken nyugvó Sperber és Wilson nevéhez köthető relevanciaelmélet gyakorolt nagy hatást, ami számos ponton (pl. sikeres becsapás kommunikációs aktusa) kiegészíti Grice modelljét.

## Az implikatúrák
Az implikatúra az implikál szóból származik, melynek jelentése maga után von, következtet. Grice az implikál igét, valamint az ezzel kapcsolatos főneveket mint implikatúra és implikátum használja. Grice szerint az emberi kommunikáció megértéséhez meg kell különböztetni a kifejezés kapcsán megkülönböztetett kódolt és nem kódolt jelentéseket. A kódolt jelentéshez a nyelv ismerete, míg a nem kódolt jelentéstartalomhoz a szándék megértése vezet el. A hétköznapi közléseink több mint fele legalább részben nem szó szerinti. Ahhoz, hogy eljussunk a szándékhoz, egy sor következtetést is végre kell hajtanunk, amihez figyelembe vesszük a kijelentés kontextusát is. Az elmélet szerint a kommunikáció egy központi elemét képezik a hallgató azon következtetései, amelyek a kommunikáció szándékaira irányulnak. Grice úgy vélte, hogy a hétköznapi kommunikációs helyzetekben a következtetési szabályoknak része az is, hogy alapvetően kooperatívnak tételezzük fel a beszélő és a hallgató közti viszonyt, s ha már így teszünk, akkor beszélőként mi is igyekszünk betartani négy alapszabályhalmazt, vagy Grice szavaival élve: maximát. Ezek tehát a szándékokra való következtetést szolgáló vezérelvek.

## Grice-i maximák
Grice négy maximát határoz meg, melyeket a kommunikáló feleknek az interakció során be kell tartani:
- Mennyiség: a nyújtandó informáló  mennyiségre vonatkozik, a következő kategóriák esnek hatálya alá: hozzájárulásod legyen a kívánt mértékben informatív, ne legyen informatívabb, mint amennyire szükséges.
- Minőség: kategóriája alá tartozik egy szupermaxima: "Próbáld hozzájárulásodat igazzá tenni!" és két további specifikus maxima: ne mondj olyasmit, amiről úgy hiszed, hogy hamis vagy amire nézve nincs megfelelő evidenciád.
- Viszony maximája: légy releváns.
- Modor: azzal kapcsolatos, hogy hogyan mondjuk amit mondunk. Egy szupermaxima: „Légy érthető!”, valamint különböző specifikus maximák kapcsolódnak hozzá: kerüld a kifejezés homályosságát, a kétértelműséget, légy tömör és rendezett.

Számos más maxima is létezik, mint például: „Légy udvarias!”, melyeket a társalgók rendesen követnek.

## Az udvariasság mint társalgási maxima
Az udvarias viselkedéshez kapcsolódó követendő minták kialakulása és terjedése, ahogy azt a kifejezés is sugallja, az udvari életben elvárt érintkezési szokások ismertté válásának köszönhető. Az udvariasság meghatározza az interperszonális kapcsolatokat, azok jellegzetes kísérője, legyen szó írott vagy beszélt nyelvről.
Az udvariasság kérdésével leginkább a pragmatikai kutatások foglalkoznak, melynek során a nyelv kommunikációs aspektusára helyeződik a hangsúly. A nyelvet a kontextus és a használat szempontjából ragadja meg, a beszélő individuális és társadalmi jellemzőit, státusát helyezi előtérbe. A nyelvi tevékenységet különböző pragmatikai tényezők határozzák meg, a beszédpartnerek az általuk ismert nyelvi lehetőségek közül kiválasztják azt, amely a kommunikációs szituációnak és célnak leginkább megfelelő. A társadalom különböző szféráiban létrejövő eltérő társadalmi kapcsolatok más és más nyelvhasználatot kívánnak. A megnyilatkozás formájának kiválasztása nemcsak az egyén személyes döntése, társadalmi előírások is hatással vannak rá. Társadalmi normák határozzák meg azt, hogy kit hogyan lehet megszólítani, milyen nyelvi kifejezések számítanak sértőnek vagy éppen kívánatosnak az adott beszédszituációban. A nyelvi illem logikáját követve más nyelvi regiszterben fogalmazzuk meg mondanivalónkat, ha idősebb, vagy magasabb státusú személyt kell megszólítani, mint mikor közvetlen stílusban a hozzánk közelálló személyekkel beszélünk. Az udvariasságra vonatkozó normákat a nyelvi szocializáció során sajátítjuk el, indirekt vagy direkt módon. Ezek a követendő nyelvi normák koronként, kultúránként és akár társadalmi csoportonként is eltéréseket mutathatnak.
Az udvariassággal mint nyelvészeti kérdéssel az 1970-es évek óta foglalkoznak. Paul Grice elmélete a társalgási maximákról hatott Robin Lakoffra és Geoffrey Leechre, akik az udvariasságot is a társalgási maximák egyikeként határozták meg. 
Grice elmélete alapján a maximák olyan irányelvek, amelyeket a beszélgetőpartnerek a kommunikáció során, a témától függetlenül követnek, vagy ha mégsem, akkor az valamilyen beszélői szándék jelzése a hallgató számára. Grice a mennyiségi, minőségi, relevancia és mód maximájának vizsgálata mellett nem foglalkozott részletesen a nyelvhasználat társas szerepével, bár utalt rá. A Grice által felsorolt maximákat az együttműködési alapelv fogja össze: Hozzájárulásod a társalgáshoz legyen olyan, amilyet az adott szituációban a beszélgetés célja megkíván!
Lakoff és Leech vizsgálta részletesebben a kommunikáció esztétikai és társas szerepét, így a hozzájárulásuk teljesen illeszkedik a társalgási maximák elméletéhez, annak kiegészítéseként is felfogható. Lakoff az udvariasság lényegét a társas kapcsolatok megerősítésében és a sértődések elkerülésében látja, eszköznek tekinti, amelyet azért használunk, hogy minimálisra csökkentsük a személyes interakciókban felmerülő nézeteltéréseket, súrlódásokat. Feltételezi, hogy az udvariasság a pragmatikai kompetencia része és a ,,Légy udvarias!” szabállyal ragadható meg. Ez az elképzelés esetenként összeütközhet a Grice által megfogalmazott ,,Légy világos!” elvvel (mód maximája), máskor viszont ezek erősíthetik is egymást. Lakoff értelmezése szerint az udvariasság általában előnyben részesül a világossággal szemben.
Lakoff három interakciós helyzetben fogalmaz meg követendő viselkedésmintákat, melyek az udvariassági maximán belüli almaximáknak is felfoghatóak. Az első a formális kommunikációs helyzetekre jellemző, amikor a felek tiszteletben tartják a másik függetlenségét. Ez a ,,Ne légy tolakodó!” elvben foglalható össze. A második interakciós helyzetben az egyenlő felek közötti diskurzusban meg kell hagyni a partnernek az egyéni döntéshozatal lehetőségét. Ez a ,,Kínálj fel választási lehetőséget!” elve. A harmadik a közvetlenebb udvariassági szituációkra jellemző, fontos, hogy a másik fél kellemesen érezze magát az informális diskurzusban: ,,Cselekedj úgy, hogy a hallgató jól érezze magát!” Ezek a szabályok variálhatók a nyelvi kódoknak megfelelően, de az alapvető formájuk univerzálisan ugyanaz marad.
Az udvariasságnak mint társalgási maximának a Lakoffénál kidolgozottabb rendszerét adja Leech. Leech elmélete Grice együttműködési alapelvére támaszkodik, amelynek lényege az, hogy a kommunikációban részt vevő felek a társalgás minél nagyobb hatékonyságának érdekében egy közösen elfogadott alapelvet követnek. Leech azzal, hogy rámutat a grice-i maximák hiányosságaira, megállapítja, hogy egy kommunikációs helyzetben az adott megnyilatkozásnak akkor van relevanciaértéke, ha az a beszélő vagy hallgató társalgási céljaihoz való hozzájárulásként értelmezhető. A kommunikációs szituáció értelmezéséhez az együttműködési alapelvek mellett szükség van az udvariassági maximák értelmezésére is. Az alapelveken túl Leech beszél még két magasabb rendű elvről is. Az egyik az irónia elve, melynek lényege az, hogy ha mindenképpen sértőt kell mondanod, akkor lehetőleg az ne ütközzön az udvariassági elvvel, de a megnyilatkozás szándéka indirekt módon, implikatúra segítségével érthető legyen, így a partner megérti a megjegyzés igazi szándékát. A másik az ugratás elve, mely azon alapszik, hogy nyilvánvalóan hamis és udvariatlan állításokkal fejezi ki a beszélő a partnerrel való összetartozását. Megállapít az udvariasságtól független két másik elvet is: az érdekesség elve (,,Mondj olyat, ami váratlan, ezért érdekes!”) és a pollyanna-elv (,,Kerüld a kellemetlen témákat, részesítsd előnyben a kellemeseket!”).
Leech elmélete révén tudjuk értelmezni a beszédhelyzetben megjelenő ártatlan, kegyes hazugságokat (pl. a Milyen jól áll ez a haj! kijelentés alkalmazása akkor, amikor a beszélőnek igazából nem is tetszik a hallgató frizurája, de ehhez a kegyes hazugsághoz fordul annak érdekében, hogy ne hozza kellemetlen helyzetbe a beszédpartnert), melyek teljes mértékben felülírják a grice-i maximákat és ő próbál magyarázatot adni az iróniára is, melynek során szintén összeütközik két társalgási maxima, az őszinteségi és az udvariassági, de indirekt módon, a beszédhelyzetből kikövetkeztetve mégis célba ér a beszélő eredeti szándéka. Az érdekesség elve közvetlenül nem kapcsolódik az udvariassághoz és a nyelvi illemhez, a pollyanna-elv viszont annál inkább, hiszen ennek alapja a másik ,,arcának védése”, amikor a beszélő tudatosan törekszik arra, hogy ne hozza kellemetlen helyzetbe a beszélgetőtársat. Leech elméletével kapcsolatban a leggyakoribb kritikai észrevétel az, hogy látszólag semmi akadálya nincsen újabb és újabb maximák beillesztésére a rendszerbe, míg mások az elvek kiválasztásának esetlegességét bírálták.

## Konvencionális és társalgási implikatúrák

### Konvencionális implikatúrák
Grice megkülönböztet konvencionális implikatúrákat és társalgási implikatúrákat. Bizonyos esetekben, a beszéd során használt szavak hagyományos jelentése határozza meg, hogy amellett, hogy mit mondunk, mit implikálunk.
Például: Ha azt mondom, Ő angol, tehát bátor, akkor szavaim jelentése révén elköteleződöm amellett, hogy bátorsága annak a következménye, hogy angol. Miközben azonban azt mondtam, hogy angol, s azt mondtam, hogy bátor, nem akarom azt mondani, hogy mondtam, hogy angol mivoltából következik, hogy bátor, bár kétségtelenül utaltam rá, hogy ez így van.
Nem állíthatjuk, hogy a példaként hozott mondat kimondása a szó szoros értelmében hamis lenne, ha a kérdéses következmény nem állna fenn. Ebből következik, hogy vannak olyan implikatúrák, melyek konvencionálisak.

### Társalgási implikatúrák
A nem konvencionális implikatúrák egy bizonyos alosztálya a társalgási implikatúrák, melyek lényegében a beszélgetés bizonyos általános jegyeivel kapcsolatosak és maxima szegéssel, és maxima kihasználással járnak. 
Mikor kommunikálunk egymással, akkor többnyire nem összefüggéstelen, egymáshoz nem kapcsolódó megjegyzések egymásutánját produkáljuk.  Nem lenne észszerű, ha így lenne. Megjegyzéseink összessége bizonyos mértékig együttes erőfeszítés eredményei, és bennük mindegyik résztvevő bizonyos fokig közös célt, vagy legalábbis egy közösen elfogadott irányt lát. Ez az irány lehet a kezdettől rögzített, de a társalgás során is kialakulhat. 
Vannak olyan lehetséges társalgási lépések, melyek társalgási szempontból oda nem illőként kizárhatók. 
Általános elv, amit a társalgás résztvevői elvártan követnek: legyen adalékod a társalgáshoz olyan, amilyet azon a helyen, ahol megjelenik, annak a beszélgetésnek elfogadott célja vagy iránya elvár, melyben éppen részt veszel. Ezeket a feltételek nevezzük Együttműködési Alapelvnek.
Hogyan egyeztethető össze az, amit mondott annak feltevésével, hogy követi az általános együttműködési alapelvet? Ez a helyzet egy jellegzetes társalgási implikatúrát hoz létre. A társalgási maximák, és a velük kapcsolatos társalgási implikatúrák azzal függenek össze, amire a beszélgetés elsődlegesen szolgál.

### A maximák megsértése és kihasználása
A társalgás résztvevője több módon térhet le arról az útról, hogy kövessen egy maximát:	
- Nyugodtan s megjátszás nélkül megsérthet egy maximát, ebben az esetben időnként felmerülhet a gyanú, hogy félrevezet.
- Kibújhat mind a maxima, mind az együttműködési alapelv érvényesítése alól, megmondhatja, jelezheti vagy nyilvánvalóvá teheti, hogy nem akar úgy együttműködni, ahogy azt a maxima megkívánja.
- Ütközéssel találhatja szemben magát: lehet, hogy például nem tudja kielégíteni a mennyiség első maximáját anélkül, hogy megsértené a minőség második maximáját.
- Megszeghet egy maximát, vagyis nyilvánvalóan nem elégíti ki azt. Feltételezve, hogy a beszélő követni képes a maximát, mégpedig anélkül, hogy egy másikat megsértene. Az előadásmód nyíltsága következtében nyilvánvaló, hogy nem próbál félrevezetni, a hallgató kisebb problémával találja magát szemben: hogyan egyeztethető össze az, amit mondott annak feltevésével, hogy követi az általános együttműködési alapelvet? Ez a helyzet jellegzetesen társalgási implikatúrához vezet, és amikor a társalgási implikatúra ily módon jön létre, azt fogom mondani, hogy a maximát kihasználjuk.